# 钱山站
钱山站（韓語：돈산역）是朝鮮民主主義人民共和國咸鏡南道端川市的一個鐵路車站，属于金溝線。“돈”是“钱”的固有词。

## 邻近车站
金溝線
新甑山站 - 钱山站 - 白金山站